# Vlachy
Vlachy (ungarisch Nagyolaszi) ist eine Gemeinde im Norden der Slowakei mit 645 Einwohnern (Stand 31. Dezember 2024), die zum Okres Liptovský Mikuláš, einem Teil des Žilinský kraj, gehört und zur traditionellen Landschaft Liptau gezählt wird.

## Geographie

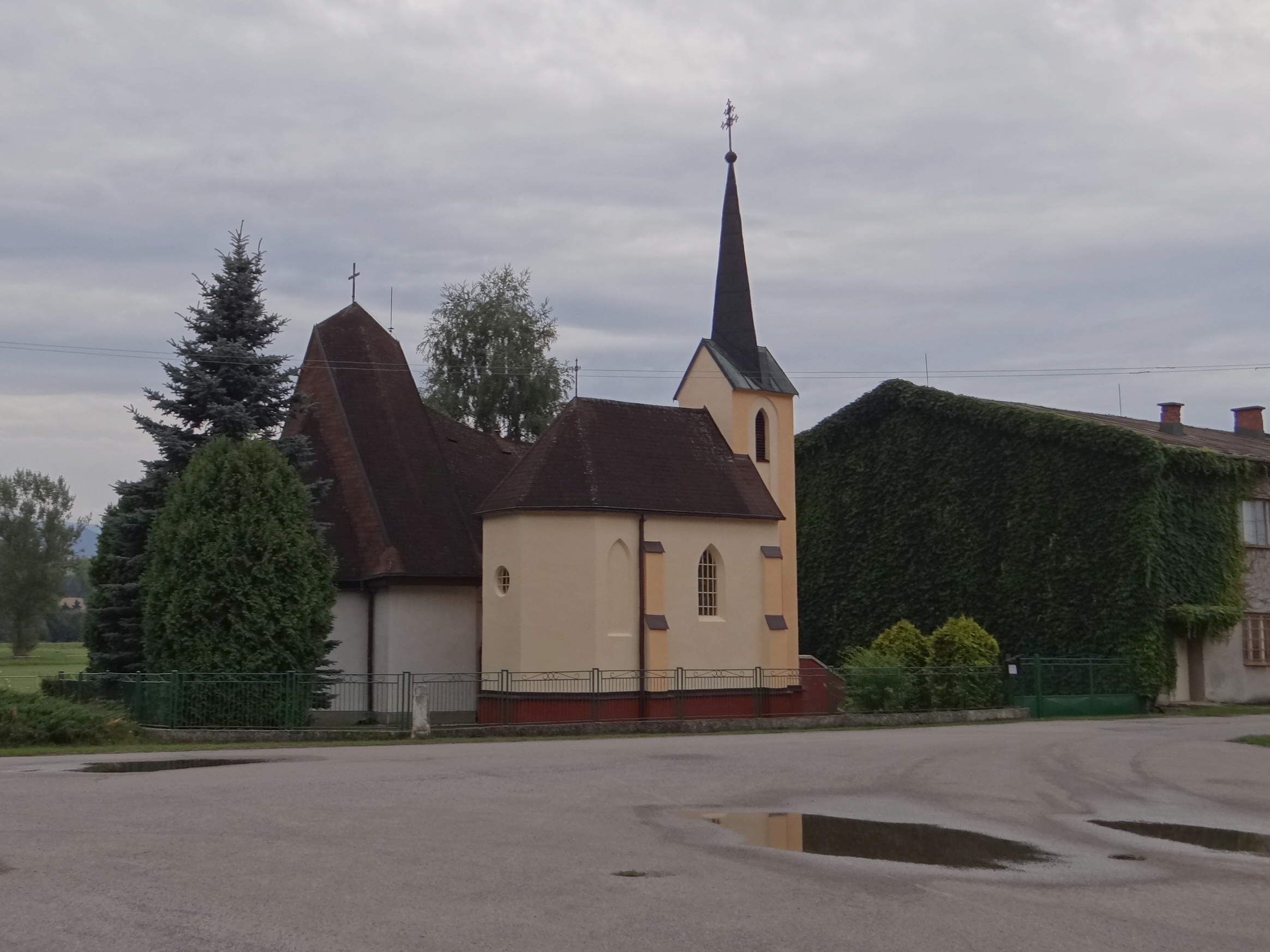
Vlachy

Die Gemeinde befindet sich im Westteil des Talkessels Liptovská kotlina (Teil der größeren Podtatranská kotlina) an der Mündung der Kľačianka in die Waag, in einer Lage zwischen dem Stausee der Talsperre Liptovská Mara östlich und dem kleineren Stausee Bešeňová westlich des Ortes. Das Ortszentrum liegt auf einer Höhe von 528 m n.m. und ist 15 Kilometer von Ružomberok sowie 17 Kilometer von Liptovský Mikuláš entfernt.
Vlachy gliedert sich in vier Katastralgemeinden: Krmeš (1924 eingemeindet), Vlachy, Vlašky (1976 eingemeindet) sowie Sokolče (1971 eingemeindet), das wenige Jahre später im Stausee Liptovská Mara verschwand. Der Gemeindeteil Vlašky umfasst das Gemeindegebiet der ehemaligen Orte Demčiny (1863 eingemeindet) und Vrbie (1968 eingemeindet), die heute durch den Stausee Bešeňová überflutet sind.
Nachbargemeinden sind Bobrovník im Norden, Liptovská Sielnica (Ortsteil Liptovská Mara) im Nordosten, Galovany im Osten, Gôtovany im Südosten, Ľubeľa im Süden, Malatíny und Partizánska Ľupča im Südwesten, Liptovský Michal und Bešeňová im Westen und Potok im Nordwesten.

## Geschichte

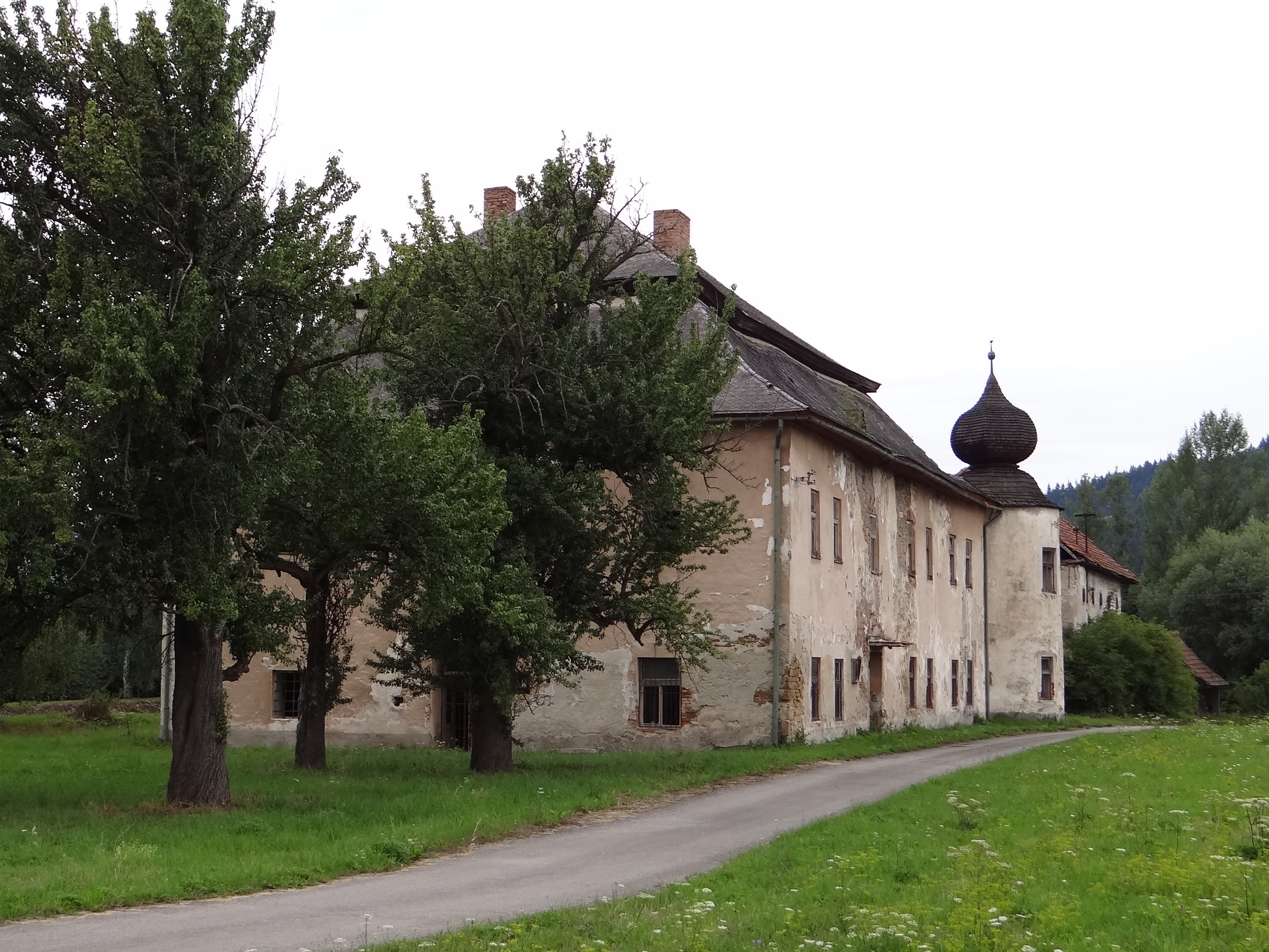
Landschloss

Der heutige Ort wurde um die Wende vom 12. zum 13. Jahrhundert durch wallonische Siedler („Welsche“) aus dem heutigen belgisch-französischen Grenzgebiet gegründet, die als Steinmetze am Bau der Burg Liptau arbeiteten. Der erste überlieferte Name, Villa Latina aus dem Jahr 1262, zeigt von der Herkunft der ersten Siedler. Im selben Jahr erhielt Johann, genannt Gallicus, vom König Béla IV., für die Pflicht der Verteidigung der Liptauer Burg, ein vier Hufe großes Grundstück westlich von Vlachy. 1268 standen zwischen Vlachy und Malatíny ein Landsitz sowie eine Nikolauskirche. In der Neuzeit gehörte Vlachy einem Zweig der Familie Kubínyi. 1715 hatte die Ortschaft 11 Steuerpflichtige, alle davon Söllner. 1828 zählte man 25 Häuser und 195 Einwohner, die als Flößer und Landwirte beschäftigt waren.
Bis 1918 gehörte der im Komitat Liptau liegende Ort zum Königreich Ungarn und kam danach zur Tschechoslowakei beziehungsweise heute Slowakei.

## Bevölkerung
| Jahr                | 1994 | 2004    | 2014    | 2024     |
| ------------------- | ---- | ------- | ------- | -------- |
| Anzahl der Personen | 607  | 630     | 584     | 645      |
| Unterschied         |      | +3,78 % | −7,30 % | +10,44 % |

| Jahr                | 2023 | 2024    |
| ------------------- | ---- | ------- |
| Anzahl der Personen | 643  | 645     |
| Unterschied         |      | +0,31 % |

Nach der Volkszählung 2011 wohnten in Vlachy 595 Einwohner, davon 578 Slowaken, vier Tschechen und drei Russinen. 10 Einwohner machten keine Angabe zur Ethnie.
358 Einwohner bekannten sich zur römisch-katholischen Kirche, 113 Einwohner zur Evangelischen Kirche A. B., sechs Einwohner zur evangelisch-methodistischen Kirche und ein Einwohner zur griechisch-katholischen Kirche; drei Einwohner bekannten sich zu einer anderen Konfession. 85 Einwohner waren konfessionslos und bei 29 Einwohnern wurde die Konfession nicht ermittelt.

## Bauwerke und Denkmäler
- zweistöckiges Landschloss der Familie Kubínyi im Renaissance-Stil aus dem Ende des 16. Jahrhunderts
- Kapelle in Vlašky aus dem Jahr 1930
- Schmiede aus dem 19. Jahrhundert

## Verkehr
Zwischen den Ortsteilen Vlachy und Krmeš, direkt nebenan der Autobahn D1, steht die Haltestelle Liptovské Vlachy an der Bahnstrecke Košice–Žilina.
Es bestehen nur lokale Straßenverbindungen nach Potok und Ľubeľa (Anschluss an die Straße 1. Ordnung 18).